# Eisgarn
Eisgarn osztrák mezőváros Alsó-Ausztria Gmündi járásában. 2018 januárjában 684 lakosa volt.

## Elhelyezkedése

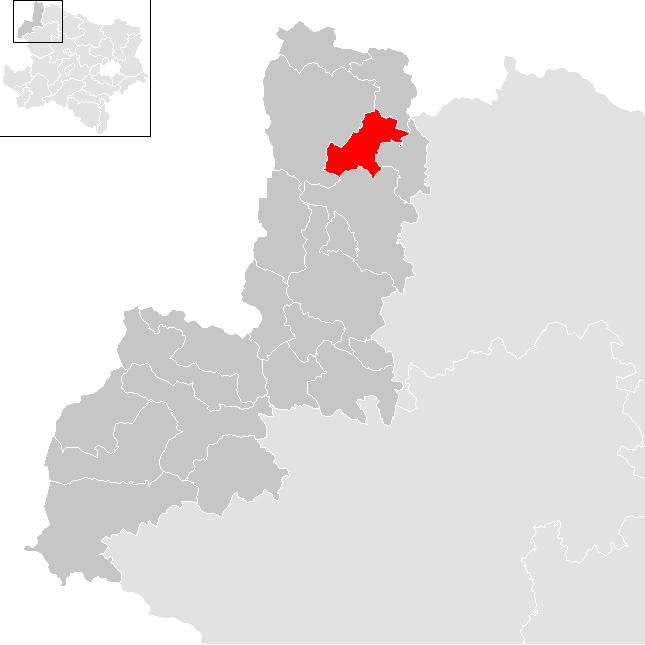
Eisgarn a Gmündi járásban

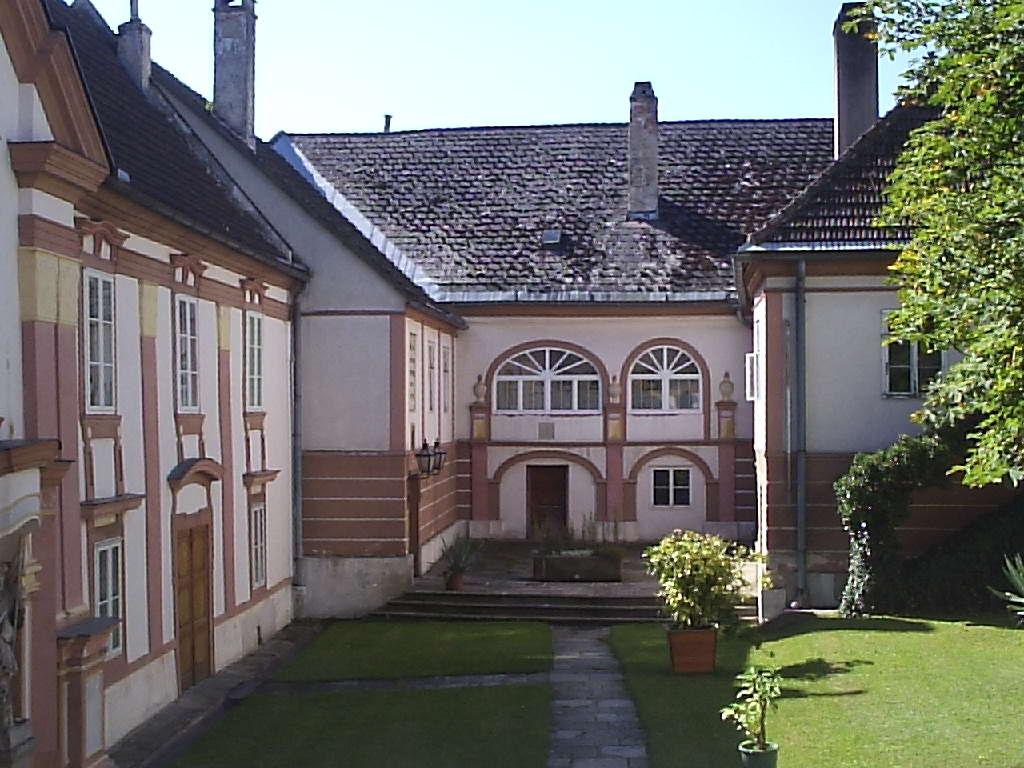
A volt kolostor

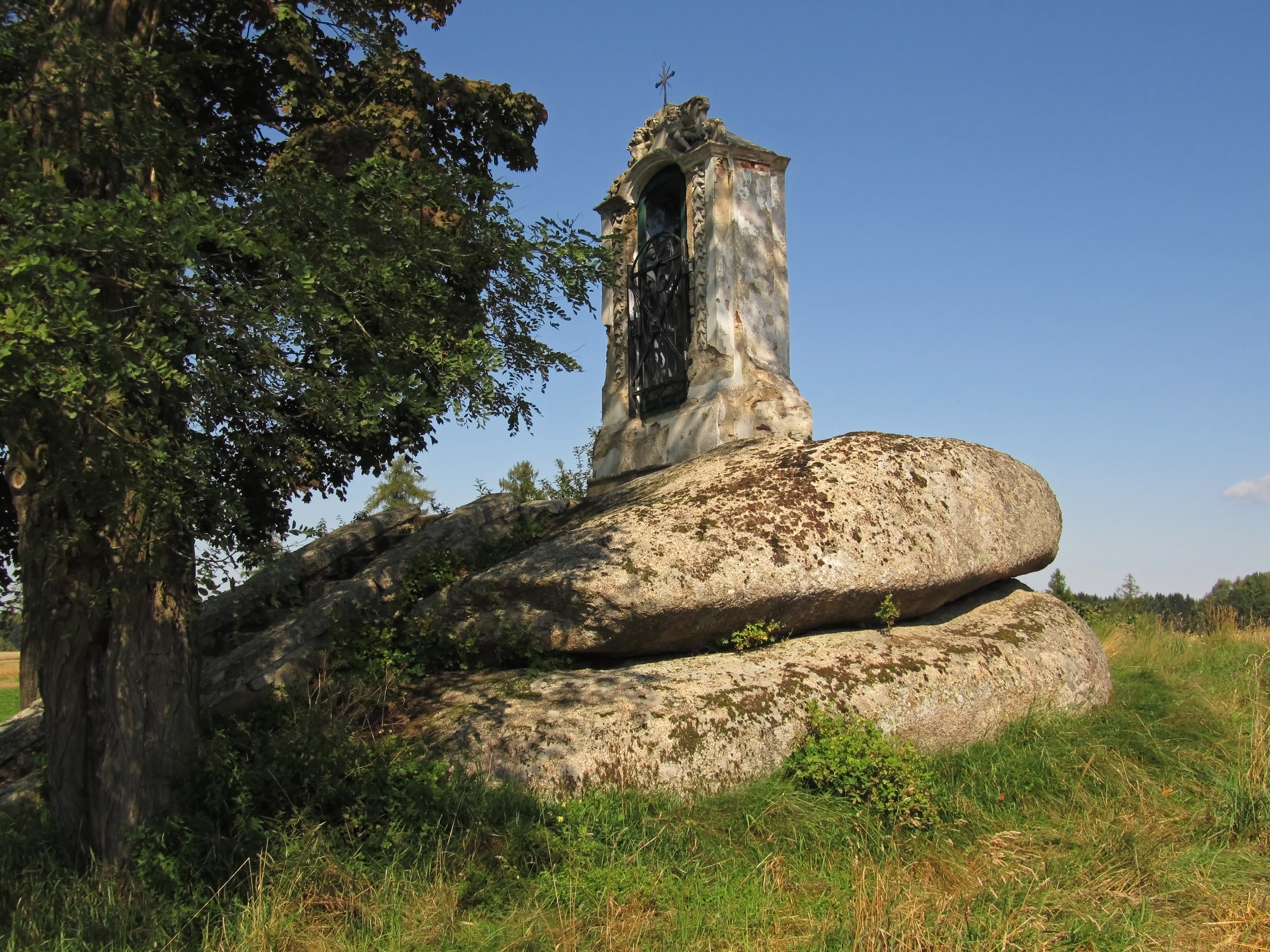
A Kálmán-kő

Eisgarn Alsó-Ausztria Erdőnegyedének (Waldviertel) északi részén fekszik, a Braunaubach folyó mentén. Területének 42,7%-át erdő borítja. Az önkormányzat 4 települést egyesít: Eisgarn (359 lakos 2018-ban), Groß-Radischen (192), Klein-Radischen (59) és Wielings (74). A kataszteri közösségek Eisgarn, Großradischen, Kleinradischen és Willings.
A környező önkormányzatok: északra Reingers, keletre Eggern, délre Heidenreichstein, nyugatra Litschau.

## Története
Eisgarn neve a szláv izgorje szóból származik, ami felégetett földet jelent, vagyis feltehetően égetéses erdőirtással szabaddá tett területen alapították. Első írásos említése 1294-ből származik. 1330-ban Johann von Klingenberg, aki korábban megkapta Litschau városát II. Albert osztrák hercegtől, kanonokkolostort alapított Eisgarnban. Az alapítást a herceg 1344-ben hagyta jóvá. A kolostor 1393-ban már említett iskolája ma is működik, így ez Alsó-Ausztria egyik legrégebbi elemi tanintézménye. A települést Ezechiel Ludwig prépost 1680-ban jelentősen kibővítette.
Eisgarn 1930-ban kapott mezővárosi rangot.

## Lakosság
Az eisgarni önkormányzat területén 2018 januárjában 684 fő élt. A lakosságszám 1910-től (akkor 1449 fő) 2011-ig csökkenő tendenciát mutatott, azóta azonban ismét növekedni látszik. 2015-ben a helybeliek 98,5%-a volt osztrák állampolgár; a külföldiek közül 0,6% a régi (2004 előtti), 0,4% az új EU-tagállamokból érkezett. 2001-ben a lakosok 96,3%-a római katolikusnak, 1% evangélikusnak, 1,7% pedig felekezeten kívülinek vallotta magát.

## Látnivalók
- a Mária-mennybemenetele-plébániatemplom gótikus épületét 1765–1782 között barokk toronnyal és hagymakupolávál látták el.
- a volt kolostor (Propsteihof) gótikus alapépülete a 14. századból származik.
- a Kálmán-kő és -kápolna. A legenda szerint Szt. Kálmán a kő mélyedésében összegyűlt vízben mosta meg a lábát.

## Testvértelepülések
- Groß-Schweinbarth (Alsó-Ausztria)

## Fordítás
- Ez a szócikk részben vagy egészben  az   Eisgarn című német Wikipédia-szócikk ezen változatának fordításán alapul.  Az eredeti cikk szerkesztőit annak laptörténete sorolja fel. Ez a jelzés csupán a megfogalmazás eredetét és a szerzői jogokat jelzi, nem szolgál a cikkben szereplő információk forrásmegjelöléseként.